# Aigialosaurus dalmaticus
L'aigialosauro (Aigialosaurus dalmaticus) è un rettile estinto appartenente agli squamati. Visse all'inizio del Cretaceo superiore (Cenomaniano – Turoniano, circa 100-95 milioni di anni fa). L'unico resto finora rinvenuto è stato trovato a Lesina, in Croazia.

## Descrizione
Lungo poco più di un metro, questo animale era un rettile semiacquatico ancora poco specializzato per la vita marina. Una ridescrizione dell'esemplare avvenuta nel 2006, però, ha messo in luce alcune caratteristiche molto particolari nella regione del bacino: questo, infatti, era fornito di processi iliaci anteriori e posteriori, probabilmente un adattamento alla vita acquatica. Il cranio era allungato e fornito di denti aguzzi; quattro corte zampe (forse palmate) erano poste ai lati del corpo simile a quello di una lucertola.

## Classificazione

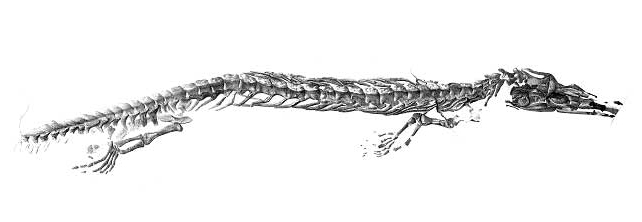
Raffigurazione dell'olotipo di Aigialosaurus dalmaticus

L'unico esemplare noto è stato rinvenuto a Lesina, in Dalmazia, che al tempo del ritrovamento apparteneva al territorio italiano. Le ricerche effettuate nel 2006 pongono l'aigialosauro come un rappresentante primitivo dei mosasauroidi, un gruppo di rettili simili a lucertole che nel corso del Cretaceo svilupparono dimensioni e caratteristiche adatte alla vita in mare. Sembra che Aigialosaurus, insieme all'assai simile Opetiosaurus, fosse il membro più primitivo del gruppo. Questo genere dà il nome alla famiglia degli aigialosauridi, che molti studiosi ritengono essere un gruppo polifiletico. 